# Liste der Naturschutzgebiete im Landkreis Bad Kissingen
Im Landkreis Bad Kissingen gibt es 16 Naturschutzgebiete. Das größte Naturschutzgebiet ist das 1993 eingerichtete Naturschutzgebiet Schwarze Berge.
| Name                                                       | Bild | Kennung                   | Kreis                                            | Einzelheiten                                                              | Position | Fläche Hektar | Datum |
| ---------------------------------------------------------- | ---- | ------------------------- | ------------------------------------------------ | ------------------------------------------------------------------------- | -------- | ------------- | ----- |
| Feuerbachmoor                                              |      | NSG-00479.01 WDPA: 81659  | Landkreis Bad Kissingen                          |                                                                           | ⊙        | 25,22         | 1988  |
| Grundwiese (Hornwiese)                                     | BW   | NSG-00024.01 WDPA: 318479 | Landkreis Bad Kissingen                          |                                                                           | ⊙        | 2,33          | 1939  |
| Haarberg                                                   | BW   | NSG-00354.01 WDPA: 163420 | Landkreis Bad Kissingen                          |                                                                           | ⊙        | 23,8          | 1989  |
| Naturwaldinsel Buchwald                                    | BW   | NSG-00709.01 WDPA: 344596 | Landkreis Bad Kissingen                          |                                                                           | ⊙        | 4,13          | 2003  |
| Naturwaldreservat Dachsbau                                 | BW   | NSG-00601.01 WDPA: 318829 | Landkreis Bad Kissingen                          |                                                                           | ⊙        | 27,01         | 2001  |
| Naturwaldreservat Dianensruh                               | BW   | NSG-00600.01 WDPA: 318830 | Landkreis Bad Kissingen                          |                                                                           | ⊙        | 21,33         | 2001  |
| Reiterswiesener Höhe-Häuserlohwäldchen                     |      | NSG-00571.01 WDPA: 318973 | Landkreis Bad Kissingen                          |                                                                           | ⊙        | 405,59        | 2000  |
| Schachblumenwiesen bei Zeitlofs                            | BW   | NSG-00100.01 WDPA: 82503  | Landkreis Bad Kissingen                          |                                                                           | ⊙        | 19,26         | 1975  |
| Schwarze Berge                                             |      | NSG-00440.01 WDPA: 64699  | Landkreis Bad Kissingen                          |                                                                           | ⊙        | 3.170,67      | 1993  |
| Sodenberg-Gans                                             |      | NSG-00540.01 WDPA: 319116 | Landkreis Bad Kissingen, Landkreis Main-Spessart | Landkreis Bad Kissingen: 442,8 ha Landkreis Main-Spessart: 50,06 ha       | ⊙        | 492,86        | 1998  |
| Trockengebiete bei Machtilshausen                          |      | NSG-00409.01 WDPA: 165952 | Landkreis Bad Kissingen                          |                                                                           | ⊙        | 252,31        | 1992  |
| Unteres Schondratal                                        | BW   | NSG-00195.01 WDPA: 82756  | Landkreis Main-Spessart, Landkreis Bad Kissingen | Landkreis Main-Spessart: 108,24 ha Landkreis Bad Kissingen: 71,03 ha      | ⊙        | 179,27        | 1983  |
| Wacholderheiden südlich Münnerstadt                        |      | NSG-00363.01 WDPA: 166115 | Landkreis Bad Kissingen                          |                                                                           | ⊙        | 100,85        | 1989  |
| Waldwiesen im Neuwirtshauser Forst                         | BW   | NSG-00428.01 WDPA: 166155 | Landkreis Bad Kissingen                          |                                                                           | ⊙        | 158,41        | 1992  |
| Wurmberg-Possenberg                                        | BW   | NSG-00042.01 WDPA: 82949  | Landkreis Bad Kissingen                          |                                                                           | ⊙        | 201,8         | 1941  |
| Kernzonen im bayerischen Teil des Biosphärenreservats Rhön | BW   | NSG-00751.01              | Landkreis Bad Kissingen, Landkreis Rhön-Grabfeld | Landkreis Bad Kissingen: 2106,848 ha Landkreis Rhön-Grabfeld: 1.377,57 ha | ⊙        | 3.484,427     | 2013  |
| Legende für Naturschutzgebiet                              |      |                           |                                                  |                                                                           |          |               |       |